# Автошлях Р 11
Автошля́х Р 11 — автомобільний шлях регіонального значення на території України. Проходить територією Полтавської та Харківської областей через Полтаву — Берестин. Загальна довжина — 52,6 км.

## Маршрут
Автошлях проходить через такі населені пункти:
За відстанню автошлях починається від відгалуження на Берестин на 25 км від Полтави в напрямку Харкова автотраси М03, Е40. Тому цей автошлях повинен називатися: "М03-Карлівка-Берестин".
| Автошлях Р 11       |                 |
| Полтавська область  |                 |
| Полтавський район   |                 |
| Полтава             | E40М03М22Н12Р11 |
| Копили              | Т 1712          |
| Їжаківка            |                 |
|                     | E40М03          |
| Олексіївка          |                 |
| Кошманівка          |                 |
| Григорівка          |                 |
| Карлівка            | Т 1712          |
| Попівка             |                 |
| Верхня Ланна        |                 |
| Харківська область  |                 |
| Берестинський район |                 |
| Піщанка             | E105М18         |
| Берестин            |                 |